# Portrait de famille (nouvelle)
Pour les articles homonymes, voir Portrait de famille.
Portrait de famille (titre original : Portraits of His Children) est le titre d'une nouvelle de George R. R. Martin, parue pour la première fois en novembre 1985 dans Isaac Asimov's Science Fiction Magazine. Cette nouvelle a donné son nom au recueil original Portraits of His Children, regroupant onze histoires de Martin, publié en juillet 1987.
La nouvelle n'a été traduite et publiée en français qu'en mai 2011 dans le recueil Dragon de glace paru aux éditions ActuSF.

## Prix littéraires
- La nouvelle a remporté le prix Nebula de la meilleure nouvelle longue 1985.